# لوئیجی کروبینی

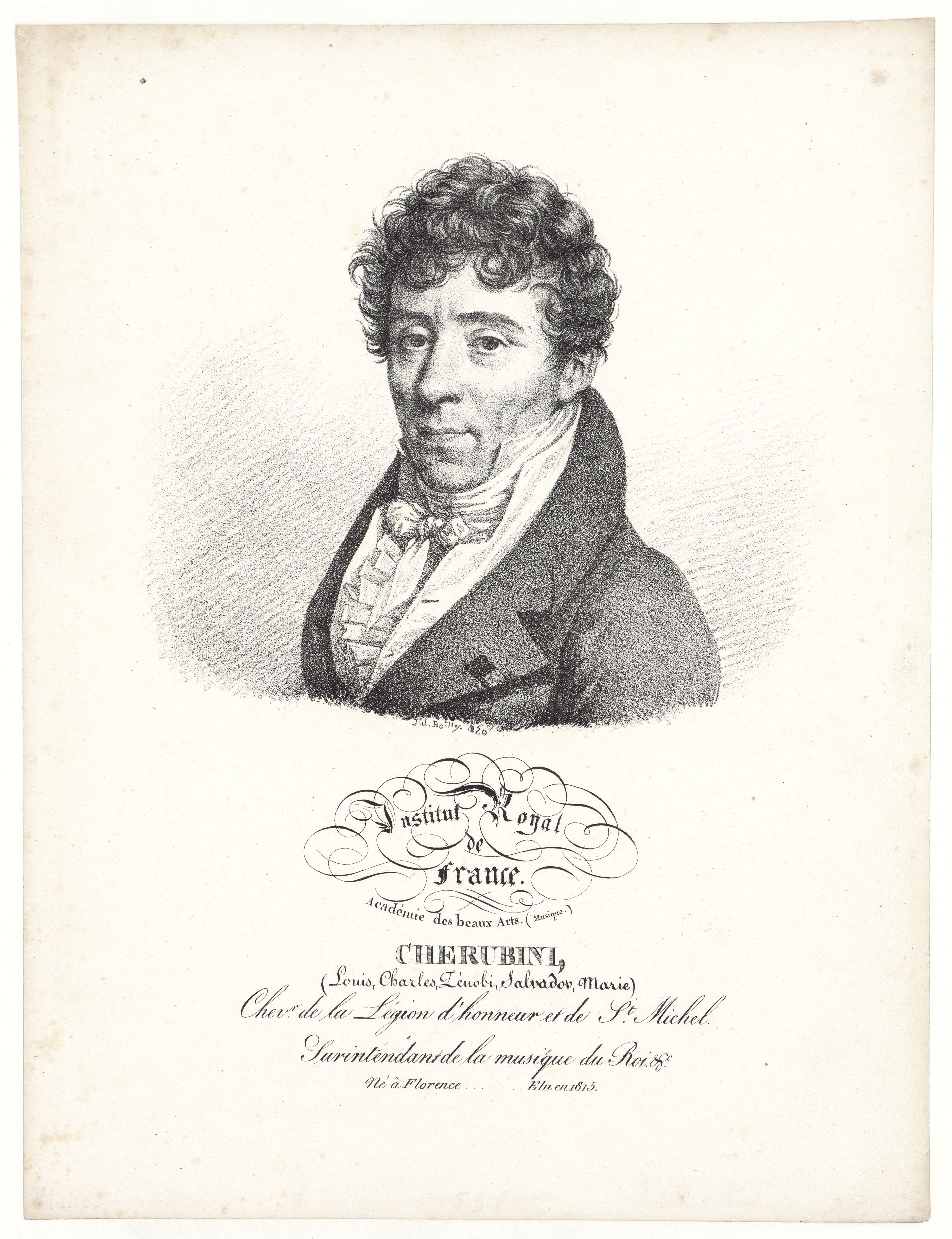
لوئیجی کِروبینی در زمان عضویت در انستیتوی سلطنتیِ فرانسه، فرهنگستان هنرهای زیبا، حدود ۱۸۲۰

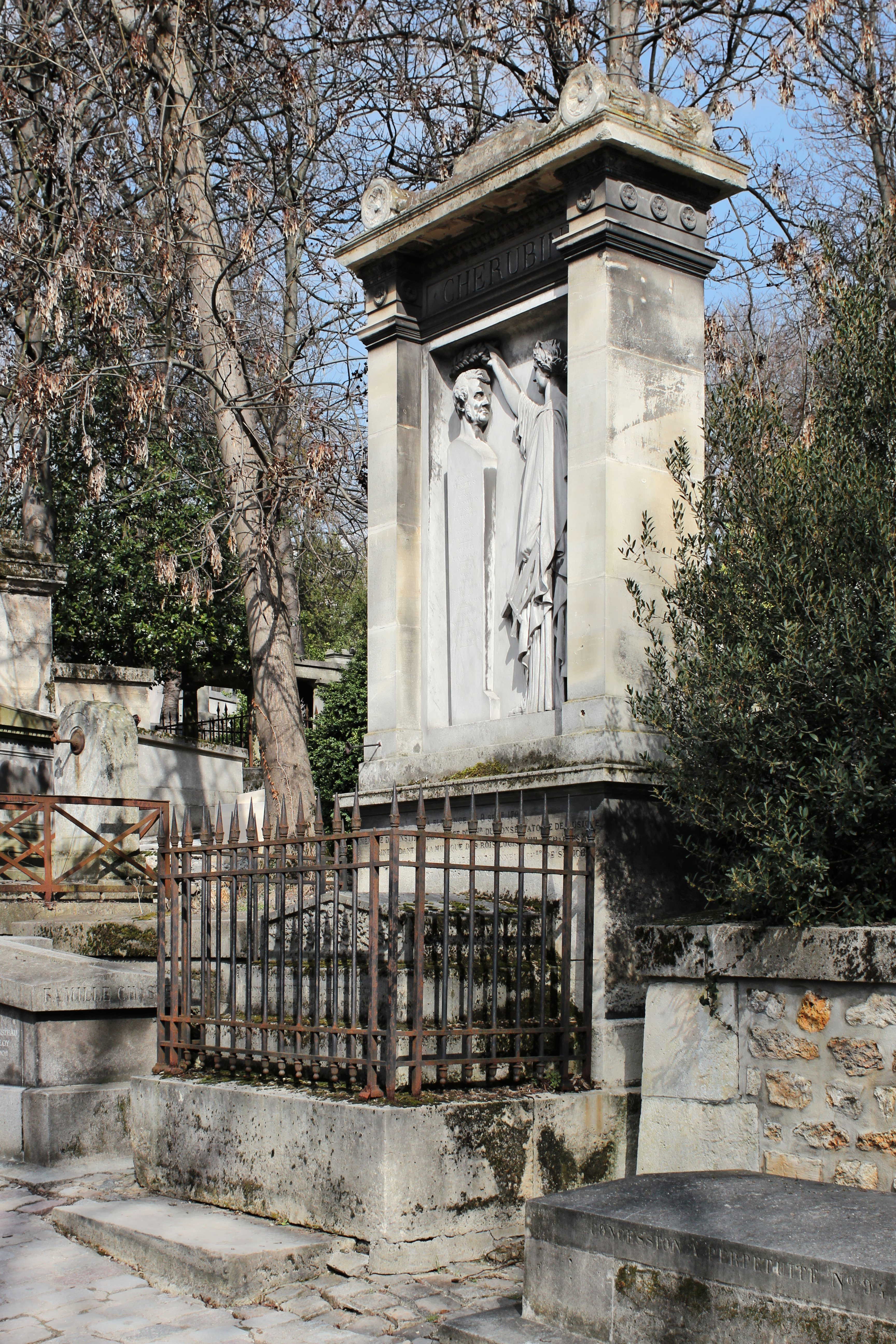
آرامگاه کروبینی

لوئیجی کِروبینی (به ایتالیایی: Luigi Cherubini) (‎/ˌkɛrʊˈbiːni/‎ KERR-uu-BEE-nee)، (زادهٔ ۱۴ سپتامبر ۱۷۶۰ - درگذشتهٔ ۱۵ مارس ۱۸۴۲) آهنگساز دورهٔ کلاسیک و پیشارمانتیک اهل ایتالیا بود که بیشتر عمر خود را در فرانسه گذراند.
بیشتر کارهای او آثار اپرایی و موسیقی مذهبی است.
او در سال ۱۸۲۲ به‌عنوان سرپرست کنسرواتوار پاریس برگزیده شد.
بتهوون از او به‌عنوان بزرگ‌ترین آهنگساز معاصر خود یاد کرده بود.
آرامگاه کروبینی در گورستان پر-لاشز پاریس است.
در معدودی منابع فارسی، نام خانوادگی او را به‌اشتباه «چِروبینی» نوشته‌اند.